# Никульское (Родниковский район)
Никульское — село в Родниковском районе Ивановской области России, входит в состав Каминского сельского поселения.

## География
Село расположено на берегу реки Парша в 14 км на юго-запад от райцентра города Родники.

## История
Каменная Смоленская церковь в селе с колокольней и оградой была построена в 1806 году усердием майора Ивана Ивановича Каблукова. Престолов было три: в холодной — в честь Смоленской иконы Божией Матери; в зимней — правый во имя святит. Димитрия Ростовского и левый во имя святит. Николая Чудотворца. 
В конце XIX — начале XX века село входило в состав Горкинской волости Нерехтского уезда Костромской губернии, с 1918 года — в составе Иваново-Вознесенской губернии.
С 1924 года село входило в состав Хрипелевского сельсовета Родниковского района, с 1979 года — центр Никульского сельсовета, с 2005 года — в составе Каминского сельского поселения.

## Население
| 1872 | 1897 | 1907 | 2002 | 2010 |
| ---- | ---- | ---- | ---- | ---- |
| 183  | ↘133 | ↗203 | ↘175 | ↘146 |

## Инфраструктура
В селе имеются детский сад, дом культуры, фельдшерско-акушерский пункт, отделение почтовой связи.

## Достопримечательности
В селе расположена действующая Церковь Смоленской иконы Божией Матери (1806).